# Ryszard Sajdak
Ryszard Sajdak (ur. 1930 w Bydgoszczy) – pułkownik Sił Zbrojnych Polskiej Rzeczypospolitej Ludowej, dowódca 2 Brygady Radiotechnicznej (1974-1984).

## Życiorys
W 1950 r. powołany do Szkolnej Kompanii Oficerów Rezerwy Łączności we Wrocławiu. W latach 1951–1952 był słuchaczem pierwszego Kursu Techników Radiotechniki Specjalnej w Wojskowej Akademii Technicznej. W 1952 r., po mianowaniu na stopień podporucznika, był technikiem P-20 w kompanii radiotechnicznej Duninowo (8 samodzielny pułk obserwacyjno-meldunkowy). W latach 1953–1955 pomocnik kierownika sekcji technicznej w 8 spobmeld, następnie kierownik sekcji technicznej 18. sprt. W latach 1957–1959 pomocnik szefa Wydziału Radiotechnicznego w 2. Korpusie OPL OK, a następnie szef Wydziału Radiotechnicznego tego korpusu. W latach 1961–1970 zastępca szefa Wojsk Radiotechnicznych 2. Korpusu OPK. W 1966 r. ukończył we Włodzimierzu (ZSRR) kurs radiolokacji, a w 1971 kurs automatyzacji dowodzenia. W 1970 r. dowódca 13 pułku radiotechnicznego w Choszcznie, a po utworzeniu 2. Brygady Radiotechnicznej został jej pierwszym dowódcą. Na stanowisku tym pozostał do 1984 r. Ukończył w 1975 r. Kurs Doskonalenia Kadry Dowódczej WP w Akademii Sztabu Generalnego i kurs operacyjno-taktyczny w Akademii Obrony Powietrznej w Kalininie, a w 1982 r. kurs podsystemu „Cyber”. W 1984 r. zwolniony do rezerwy. W 1985 r. uzyskał kwalifikacje rzeczoznawcy w Ministerstwie Handlu Zagranicznego, pracował jako rzeczoznawca ds. sprzętu radiotechnicznego i aparatury elektronicznej. Członek Związku Żołnierzy Wojska Polskiego i Bydgoskiego Towarzystwa Naukowego. Posiada liczne odznaczenia państwowe i resortowe.

## Wybrane odznaczenia
- Krzyż Oficerski Orderu Odrodzenia Polski
- Złoty Medal „Za zasługi dla obronności kraju”
- Medal „Za zasługi dla Wojsk Obrony Powietrznej Kraju